# Baranje
Baranje (ukr. Баран'є) – przystanek kolejowy w miejscowości Krupeć, w rejonie szepetowskim, w obwodzie chmielnickim, na Ukrainie. Nazwa pochodzi od dawnej wsi Baranje (obecnie będącej częścią Krupca).